# Jakub Šedo
Jakub Šedo (* 1977) je český politolog, publicista a vysokoškolský pedagog.

## Studium a kariéra
V roce 1996 maturoval na Cyrilometodějském gymnáziu a střední odborné škole pedagogické Brno. V roce 2001 získal magisterský titul v oborech historie a politologie při studiu na Filozofické fakultě Masarykovy univerzity a na Fakultě sociálních studií Masarykovy univerzity. V roce 2006 získal v oboru politologie na FSS MU také doktorský titul. Již od roku 2002 přitom působil jako asistent na Katedře politologie FSS MU. V roce 2005 se stal výzkumníkem Institutu pro srovnávací politologický výzkum a v roce 2007 začal na své alma mater působit jako odborný asistent. V letech 2011 až 2019 byl výzkumným pracovníkem Mezinárodního politologického ústavu Masarykovy univerzity. Absolvoval několik akademických stáží, mimo jiné na Bolognské univerzitě nebo na Slezské univerzitě v Katovicích.
V rámci své pedagogické a vědeckovýzkumné činnosti se zabývá problematikou volebních a politických systémů, volebních reforem či dějin vojenství. Je autorem či spoluautorem řady publikací, například titulů Volební systémy a stabilita systémů politických stran, Volební systémy postkomunistických zemí, Evropská otázka ve volebních kampaních či České prezidentské volby v roce 2013. V souvislosti se svým odborným zaměřením byl opakovaně hostem v různých médiích.